# Carthage (Texas)
Carthage è un comune (city) degli Stati Uniti d'America e capoluogo della contea di Panola nello Stato del Texas. La popolazione era di 6.779 abitanti al censimento del 2010. Questa città si trova 150 miglia a sud-est di Dallas ed è situata nel Texas orientale vicino al confine con la Louisiana.

## Geografia fisica
Secondo lo United States Census Bureau, la città ha una superficie totale di 27,67 km², dei quali 27,61 km² di territorio e 0,06 km² di acque interne (0,21% del totale).

## Società

### Evoluzione demografica
Secondo il censimento del 2010, la popolazione era di 6.779 abitanti.

### Etnie e minoranze straniere
Secondo il censimento del 2010, la composizione etnica della città era formata dal 69,49% di bianchi, il 21,12% di afroamericani, lo 0,47% di nativi americani, lo 0,68% di asiatici, lo 0,01% di oceanici, il 6,49% di altre razze, e l'1,73% di due o più etnie. Ispanici o latinos di qualunque razza erano l'11% della popolazione.